# Carlos kann doch Tore schießen
Carlos kann doch Tore schießen ist ein Roman von Andreas Venzke, der im Jahre 1997 erschienen ist.

## Handlung
Carlos wohnt in Brasilien in einer Favela namens Onigo und putzt an einer Straßenkreuzung Autoscheiben. So hilft er mit, seine Familie finanziell zu unterstützen. Aber Carlos spielt auch Fußball. Seine Mannschaft will Meister werden, doch Carlos hat zum Ärger seines Vaters schon lange kein Tor mehr geschossen. Da schenkt ihm Opa Ruben einen Schnürsenkel, der angeblich von Pelé stammt und ihm Glück bringen soll. Als Carlos daraufhin wieder Tore schießen kann, gewinnt seine Mannschaft die Meisterschaft. Für Carlos wird dies zum Sprungbrett, im riesigen São Paulo für einen professionellen Verein Fußball spielen und eine Schule besuchen zu können. Der Schnürsenkel jedoch stammte nicht von Pelé, sondern von Opa Ruben.
Die Geschichte zielt auf die Magie, die ein einfacher Gegenstand auf ein Kind ausüben kann, und wirft ein moralisches Problem auf: Sogar eine Lüge kann im Leben weiterhelfen, wenn sie nur für eine gute Sache überzeugend eingesetzt wird. Darüber hinaus thematisiert das Buch die schwierigen Lebensbedingungen von Kindern in der so genannten Dritten Welt.

## Ausgaben
- Andreas Venzke: Carlos kann doch Tore schießen. Nagel und Kimche, 1999, ISBN 3-407-78988-2.
- Andreas Venzke: Carlos kann doch Tore schießen. Beltz & Gelberg, 1999, 2002, 2006. (ab 2006, ISBN 3-407-78988-2)
- Andreas Venzke: Carlos kann doch Tore schießen. BoD, 2025. (ab 2025, ISBN 978-3-7597-4904-8)

## Auszeichnungen
- „Die besten 7 Bücher für junge Leser“, Deutschlandfunk April 1999[1]